# Почтовая улица (Луганск)
Почто́вая у́лица (укр. Поштова вулиця) — улица Луганска.
Улица берёт начало у проходного станкостроительного завода и заканчивается у сквера Революции.

## История
Улица называется так, потому что здесь размещалась первая в Луганске почта. Она отличалось от обычной тем, что не имела постоянного штата почтальонов. Разносом писем занимался посланник, работавший временно, иногда письма брали сами горожане.
В здании почты жил почтмейстер со своей семьёй. Под почту в здании отводилось мало места, а остальное использовала семья. После проверки помещения почтмейстера сняли с должности. Освободившееся место заняли под почту.
В конце XIX века один из кварталов принадлежал богачу Давиду Вендеровичу.
Давид Вендерович — владелец заводов, магазинов и складов, а также служил старостой синагоги, появившийся в 1860 году.
Вскоре на его деньги на месте его дома построили Луганский художественный музей.
В начале XX века на Почтовой улице располагалась казённая женская гимназия (сейчас 19-я школа), где учились девочки из разных сословий.
В 1913 году на Почтовой улице, дом 22, открыли почтово-телеграфную контору.
Рядом с почтой находился цирк-шапито, который снесли в 1914 году, чтобы расширить Луганский патронный завод.
Во время Великой Отечественной войны здание конторы сильно пострадало, но позже восстановлено, и сейчас там находится почтовое отделение «Луганск-1» и центральный аппарат «Почты ЛНР».

## Галерея
- Луганский художественный музей
- Художественная школа
- Расписание автобусов
- Карта улицы
- Дверь в здание